# أبو عبد الله محمد الثاني
أبو عبد الله محمد الثاني (633- 701هـ/ 1236 - 1302م)، هو محمد بن محمد بن يوسف بن محمد بن احمد بن نصر. من بني نصر أو بني الأحمر المنحدرة من قبيلة الخزرج الأزدية القحطانية، ثاني ملوك الدولة النصرية في الأندلس. حكم مملكة غرناطة في الأندلس بين عامي (671- 701هـ/ 1273 - 1302).

## حياته
ولد محمد الثاني في منطقة في غرناطة الأندلسية في 1236 وخلف أباه عام 671هـ/ 1273م، وكان قد عمل وزيراً أثناء سلطنة والده. لـقـب بالفقيه لورعه وتدينه، وقد واصل عمارة قصر الحمراء. وكان أديباً وكثيراً ما كان يكتب رسائل الدولة بنفسه. وقد أصبح ابن عمه أبو سعيد فرج بن إسماعيل مستشاراً موثوقاً به وتزوج أحد بنات محمد الثاني الفقيه، الأميرة فاطمة.
شهد عهد محمد الثاني الفقيه تواصل الحرب الأهلية بين أسرته وأسرة منافسة، أشقلولة، التي تحالفت مع نبلاء مسيحيين أهمهم نونيو گونزالث ده لارا في 1273. فعندما تمرد آخر حاكم من أشقلولة على مالقة، أبو محمد، استولى محمد الثاني الفقيه على المدينة في 1278. وفي 1278، مع هزيمة غرمائه، منح محمد الثاني حكم مالقة لابن عمه وصهره، أبو سعيد فرج. ولاحقاً، هربت معظم أسرة أشقلولة إلى المغرب في عام 1279 م.
وكان لمحمد الثاني الفقيه، على الأقل، ثلاث أبناء: فرج، محمد الثالث ونصر، وهذا الأخير كان ابنه من جارية مسيحية.
كان أبوه الشيخ أوصاه بالاستنجاد بملـوك بني مرين بالمغرب وأن يوثق عهده بهم ويحكم جنوب الأندلس بمساعدة بني مرين له حتى انه شارك في معركة الدونونية التي وقعت سنة 1276 م بين جيوش دولة المرينيون بقيادة يعقوب المنصور المريني متحدة مع جيش الفقيه ابن الأحمر والتي انتصرت على قوات الملك القشتالي ألفونسو العاشر. وكان للمعركة تأثير كبير في تاريخ الأندلس الإسلامي، إذ أنها أوقفت زحف النصارى في الأراضي الإسلامية وقد أخرت سقوط مملكة غرناطة لمدة تزيد عن قرنين فقد كان انتصار ساحقا على مملكة قشتالة ، لكن أبو عبد الله محمد الثاني المعروف بالفقيه ابن الأحمر أنقلب على بني مرين وسلطان المغرب بعدما خاف على غرناطة منهم وتحالف مع ملك الأسبان ضدهم واستبد السلطان الفقيه ابن الأحمر بملك ما بقي من الأندلس وأورثه سلالته من بعده

## وفاته
توفي السلطان الفقيه عام 1302 (701 هـ) وتولي من بعده ابنه أبو عبد الله محمد الثالث الملقب بمحمد المخلوع، بعدما زعم من أن ابنه محمد الثالث قام بسمه. وقد توفي بعد أن أنهى صلاة العصر وكان يبدو كما لوكان مختنقاً قبل الصلاة. وكان بعد ظهيرة ذلك اليوم قد تلقى كعكة من بيت ابنه محمد الثالث. وسرعان ما دفن محمد الثاني في حديقة السلطان بعد وفاته بالسم.